# Anfibologia
A anfibologia (do grego amphibolia) é considerada um vício de linguagem que vem a ser, na lógica e na linguística moderna, um sinônimo de  ambiguidade (do latim ambiguitas, atis), isto é, a duplicidade de sentido em uma construção sintática. Um enunciado é ambíguo e, portanto, anfibológico quando permite mais de uma interpretação. É a falta de clareza que acarreta duplo sentido; em suma, significado duvidoso
Na lógica aristotélica, designa uma falácia baseada no dúbio sentido - proposital ou não - da estrutura gramatical da sentença de modo a distorcer o raciocínio lógico ou a torná-lo obscuro, incerto ou equivocado.
A ambiguidade pode ser proposital ou inconsciente (ato falho) ou, ainda, dar-se por mero descuido do falante ou do escritor ao organizar as palavras do enunciado.
Além disso pode ser usada como recurso falacioso de argumentação ou como recurso estilístico. O uso estilístico da ambiguidade é comum na poesia (licença poética) e também na linguagem informal, sobretudo no cotidiano do registro falado de uma língua (em brincadeiras, insinuações, por meio de trocadilhos e jogos de palavras). Neste caso, a utilização da ambiguidade se vale da polissemia das palavras ou da semelhança fonética, fenômenos linguísticos presentes em praticamente todas as línguas.
De um modo geral, a ambiguidade é considerada um vício de linguagem ou recurso estilístico, e a anfibologia, uma falácia informal.
Uma vez que a anfibologia ou a ambiguidade está estreitamente associada à sintaxe, isto é, à posição e organização das palavras dentro de um enunciado, à relação delas entre si e, de um modo geral, à construção das frases, a ocorrência dessa falácia ou desse vício de linguagem assumirá diferentes formas de acordo com a língua de que se trate, pois cada idioma possui sua própria estrutura e sua sintaxe.

## Exemplos
1) Uso de sujeito posposto a verbo que seja transitivo direto:
Venceu o Brasil a Alemanha - Quem foi o vencedor: o Brasil ou a Alemanha?
2) Uso de pronome possessivo na terceira pessoa - "seu" e flexões: "sua", "seus", "suas" - (é um uso que, se o escritor não estiver atento, frequentemente produz ambiguidade):
Meu pai(Caio) foi à casa de Vitor Alexsandro em seu carro. - No carro de quem, de Vitor, do pai ou da pessoa com quem se fala?
Oi, Macedo, Lindomar lavou seu carro sujo hoje. - O carro de quem, de Macedo ou da segunda pessoa (você)?
3) Uso de certas comparações:
Na década de 70, os jogadores do Vasco não levavam os treinos a sério, como acontecia no Cruzeiro. - O que acontecia no Cruzeiro? O autor da frase quis equiparar os jogadores do Cruzeiro aos do Vasco ou, ao contrário, quis fazer uma oposição, afirmando que os cruzeirenses levavam os treinos a sério, diferentemente dos vascaínos?
4) Uso da preposição "de" em certos casos entre dois substantivos - as preposições também são frequentemente fonte de ambiguidade:
Onde está a cadela da Karine? - Está-se referindo à cadela que pertence à Karine ou está-se insultando-a?
5) Uso do pronome relativo quando há substantivos num adjunto adnominal:
O Rafael roubou o carro do homem que estava perto da árvore. - O que estava perto da árvore, o carro ou o homem?
6) Uso de certos adjuntos adverbiais entre duas orações:
Pessoas que desobedecem as leis de trânsito frequentemente são multadas. - Desobedecem as leis de trânsito frequentemente ou são multadas frequentemente?
7) Confusão com o que um termo se refere
Alexandro conversou com Rayanne sentado no muro. - Quem estava sentado no muro?
8) Uso do verbo deixar:
Agostinho deixou as pessoas felizes. - Agostinho fez as pessoas ficarem felizes ou saiu de onde estão as pessoas que eram felizes?
9) Uso do verbo ficar:
Após o leilão, a empresa brasileira ficou com a empresa de Duque de Caxias. - A empresa brasileira foi vendida ficando com a de Duque ou a brasileira comprou a de Duque e por isso ficou com ela?
Retomando a ambiguidade lexical (também chamada de polissêmica) constata-se o problema da plurivocidade de significados que uma mesma unidade lexical pode ter.
De acordo com EMPSON (1955) em “Seven types of ambiguity” a ambiguidade é um fenômeno em amplo sentido, a ponto de ser considerado como foco de análise de qualquer nuance verbal que dê espaço para diferentes reações a um mesmo extrato de língua.
Segundo LYONS (1987), a ambiguidade provém de uma imperfeição do falante ou de uma deficiência do sistema da língua. Esse pensamento dá suporte às abordagens linguísticas que indicam a necessidade de criar tipologias da ambiguidade e dicotomizar fenômenos como a polissemia e a homonímia. Também, ao mesmo tempo, atribui-se um caráter positivo para a ambiguidade por acreditar que ela é uma característica fundamental da linguagem.
Grandes discussões têm sido feitas acerca da ambiguidade estrutural (sintática) que é estabelecida a partir do posicionamento dos constituintes dentro do enunciado. As teorias linguísticas analisam a ambiguidade por meio de uma lente semântica ou por meio de uma lente formalista, o ponto de vista gerativista é o de que a ambiguidade existe quando há mais de uma derivação para uma dada sentença. (RUWET, 1968 apud LE GOFFIC 1981).
Enquanto uma propriedade inerente de determinados enunciados, a ambiguidade é um fato da língua e não da fala, pois é parte integrante da competência linguística dos sujeitos e se manifesta pelo desempenho. E as manifestações na performance seriam definidas como equívoco, embora um enunciado possa ser ambíguo sem que haja qualquer tipo de equívoco, de forma que ele possa ser interpretado diferentemente em cada ocorrência.
LE GOFFIC (1981) aponta a existência de dois grandes tipos de definição de  ambiguidade. Um de origem semântica e outro de origem formal. O de origem semântica considera que um enunciado é ambíguo quando for susceptível de duas ou mais interpretações: é a dúvida sobre a intenção de significação do emissor e uma variante lógica, ou seja, a ambiguidade de um enunciado se dá quando ele corresponder a várias proposições diante de valores de verdade diferentes. O de origem formal diz que um enunciado será ambíguo quando ele possuir uma descrição (representação) a um dado nível e duas ou mais descrições (representações) a outro nível.
Todo enunciado interpretado supõe uma desambiguização inconsciente e quando a ambiguidade é reconhecida é porque foi emersa. O reconhecimento, ou seja, a conscientização da ambiguidade é um fenômeno excepcional do discurso, pois a interpretação, comumente, é espontânea e não nos dá a sensação de termos resolvido um possível equívoco. Mesmo que haja enunciados que podem ser reconhecidos como ambíguos aos olhos do linguista, podem passar despercebidos justamente porque o problema da interpretação já foi resolvido inconscientemente (CUMPRI,2012).
Para KATZ e FODOR (apud LE GOFFIC 1981) o problema da ambiguidade está relacionado à língua, pois uma frase isolada tem todas as interpretações possíveis, entre as quais o contexto efetua uma seleção; KOOIJ, (1971) reporta-a à fala por crer que as leituras de um enunciado, isoladamente, são apenas um subgrupo de leituras que ele pode ter na língua em uso.
Segundo FERREIRA (1994), a ambiguidade oscila de "um mal necessário" com o qual é preciso saber lidar e conviver a uma "característica constitutiva", que é inerente à língua  e precisa ser considerada.
Muitas teorias apareceram e, cada uma a seu modo, adota explicações para a aquisição e definição da linguagem através de muitas pesquisas realizadas por linguistas e psicólogos, por décadas, e por filósofos desde a Antiguidade Clássica.
Noam Chomsky (1959) afirmou que a linguagem é produzida por processos mentais que são governados por princípios específicos e determinados geneticamente. A criança não é condicionada a aprender uma língua, mas já nasce programada para tal. A capacidade da linguagem possui uma característica básica que é a criatividade, a partir da qual uma criança é capaz de produzir e compreender frases que nunca ouviu antes. Enfim, para Chomsky, a criança possui uma capacidade inata de adquirir uma língua, isto é, ela já é possuidora da faculdade para a linguagem e, portanto, será capaz de reconhecer as regras gramaticais da língua pertencente ao ambiente linguístico no qual está inserida. Desse modo, Chomsky, inaugurou o Inatismo como sendo uma teoria para a aquisição da linguagem.
Para Chomsky (1988), o ser humano possui “intuições” sobre as propriedades e formalidades das sentenças que o levam a um conhecimento profundo de uma língua e que permitem que ele resolva ambiguidades em sentenças sem que as tenha aprendido um dia. Assim, o ser humano possuiria uma capacidade de linguagem determinada geneticamente que o levaria a satisfazer condições ambíguas em certas sentenças ou a construí-las de um certo modo e não de outro (regras de produção e compreensão de frases gramaticais).
O ser humano seria então, dotado de uma capacidade inata para perceber e distinguir a ambiguidade existente entre os usos abstratos e concretos de uma palavra e desfazer tal ambiguidade, sempre que possível. ZAVAGLIA explica o fenômeno da seguinte forma: (a) Paulo escreveu um livro. (b) O livro pesa 2 kg. Em (a) temos que o referente da palavra livro é abstrato, enquanto que em (b), é concreto. Desse modo, o uso da palavra livro gera ambiguidade, já que pode ser empregado tanto em um uso abstrato como em um concreto. Neste caso, tem-se o fenômeno da ambiguidade sistemática que faz parte da estrutura sintática de uma língua. As frases (a) e (b) podem se combinar e gerar a seguinte construção: (c) Paulo escreveu um livro que pesa 2 kg. Onde o uso tanto abstrato quanto o concreto da palavra livro são empregados em uma frase bem formada e totalmente possível dentro dos padrões sistemáticos da língua portuguesa.
Segundo a ótica linguística, a ambiguidade define-se em função das regras gramaticais. E assim, quando uma frase possibilita duas interpretações semânticas ou sintáticas, ela é considerada ambígua. Desse modo, temos a ambiguidade léxica gerada pela homografia que pode ser morfo-semântico-categorial: “A casa é bonita” / “Ela casa amanhã”, exclusivamente semântica: “Sentei-me no banco do jardim” / “Fui ao banco sacar dinheiro” ou sintática: “Entrei no carro andando”.